# Xylocopa nix
Xylocopa nix är en biart som först beskrevs av Maa 1954.  Xylocopa nix ingår i släktet snickarbin, och familjen långtungebin. Inga underarter finns listade i Catalogue of Life.